# 小平市立小平第一中学校
小平市立小平第一中学校（こだいらしりつ こだいらだいいちちゅうがっこう）は、東京都小平市仲町にある公立中学校である。

## 校区
- 小川町2丁目（西武多摩湖線以東）
- 学園東町（番地）
- 学園東町1～3丁目
- 仲町
- 小川東町（番地）

## 沿革
- 1947年（昭和22年）4月26日 - 小平町立小平中学校が創立され、開校式を挙行する。校舎不足のため二部授業を実施する。自治会として「学友会」を組織する。
- 1948年（昭和23年）3月5日 - 新校舎平屋一棟増築落成し、二部授業が解消。
- 1948年（昭和23年）4月20日 - 校章が制定される。スミレを図案化し、校訓の「誠実」を象徴する。（公式サイト参照のこと。）
- 1949年（昭和24年）4月20日 - 学友会を、「生徒会」と改名する。
- 1950年（昭和25年）3月25日 - 校旗制定。
- 1957年（昭和32年）4月1日 - 校名を小平町立小平第一中学校と改称。（後述の「分校独立」による。）
- 1962年（昭和37年）10月1日 - 小平市制施行により、校名を小平市立小平第一中学校と改称する。
- 1965年（昭和40年）3月26日 - 旧体育館が完成。
- 1991年（平成3年）6月22日 - 新体育館が完成。

## 分校独立
現在の小平市立小平第二中学校、小平市立小平第三中学校は、昭和30年代に設立された本校の分校が独立したものである。また、小平市立小平第四中学校は、分校になるという過程を持たずに独立したものである。

## 学校教育目標
人権尊重の精神を基調とし、豊かで健康な心をもち、主体的に生き、社会に貢献できる人間の育成を目指し、次の目標をかかげる。
- 「自主」自ら考え、自ら学ぶ人
- 「協力」互いに思いやり、力を合わせる人
- 「健康」心と体を鍛え、たくましく生きる人

## 二等三角点
校舎と体育館の渡り廊下南側に、二等三角点「小川」が設置されている。この三角点は、敷地外からでも、フェンス越しに見る事が出来る。なお、選点年月日は明治33年6月3日となっている。

## アクセス
- 西武新宿線小平駅から徒歩12分
- 西武多摩湖線青梅街道駅から徒歩12分